# Tekman
Tekman là một huyện thuộc tỉnh Erzurum, Thổ Nhĩ Kỳ. Huyện có diện tích 2237 km² và dân số thời điểm năm 2007 là 32090 người, mật độ 14 người/km².